# Victor Schivert

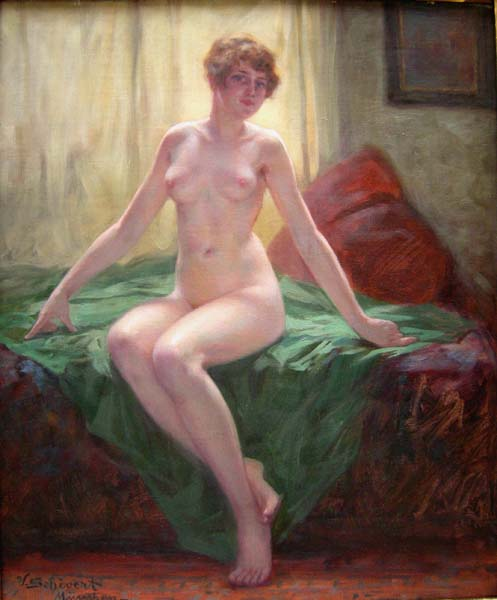
Aktbild in Boudoir

Victor Schivert (* 8. Oktober 1863 in Iași; † 20. Juni 1929 in München) war ein in München tätiger rumänischer Historien- und Aktmaler.
Geboren als Sohn des Malers Albert Gustav Schievert (1826–1881) studierte er an der Grazer Kunstschule und ab dem 18. Oktober 1881 an der Königlichen Akademie der Künste in München bei Alois Gabl und Otto Seitz. Nach dem Studium war er lebenslang in München tätig.
Er malte hauptsächlich Historien- und Genreszenen sowie Frauenakte. Er schuf zudem 130 Buchillustrationen über die Geschichte der Bauernkriege.

## Illustriertes Werk
- Dr. W. Zimmermann’s großer Deutscher Bauernkrieg – Illustriert von Victor Schivert – Herausgeber Wilhelm Blos. Illustrierte Volksausgabe 1891 (Internet Archive).